# Шаронов, Михаил Андреевич
Михаи́л Андре́евич Шаро́нов (30 октября 1881, Белгород — 30 декабря 1957, Киев) — российский и советский художник, педагог, профессор (1937). Ректор Киевского художественного института (1944—1951). Заслуженный деятель искусств УССР (1943).

## Биография
- В 1910 году закончил МУЖВЗ;
- В 1915 году закончил Императорскую Академию художеств
- В 1911—1915 гг. работал в Петербуржской Академии Художеств;
- В 1925—1935 гг. преподавал в Харьковском художественном институте;
- В 1935—1957 гг. преподавал в Киевском художественном институте;
- С 1937 г. профессор.
- Заслуженный деятель искусств УССР с 1943 года.

Во время учёбы в Петербурге, был в дружеских отношениях с Александром Блоком и Максимилианом Волошиным.
В конце 1920-начале 1930-х годов был членом Ассоциации революционного искусства Украины.
Был коллекционером произведений искусств. Собрал немало офортов испанского художника Гойи, 60 листов из которых в 1941 году подарил Музею Ханенко в Киеве.
Похоронен в Киеве на Лукьяновском кладбище.

## Избранные работы
- Портреты:
  - Марии и Максимилиана Волошиных
  - академика М. Федорова
  - Владимира Заболотного
  - Ивана Кочерги
  - Максима Рыльского
  - Михаила Стельмаха (все 1942—1943)
- Картины:
  - «Работница» (1928)
  - «В дозоре» (1934)

## Галерея
- Работа Шаронова.